# Fuerte del Santo Ángel

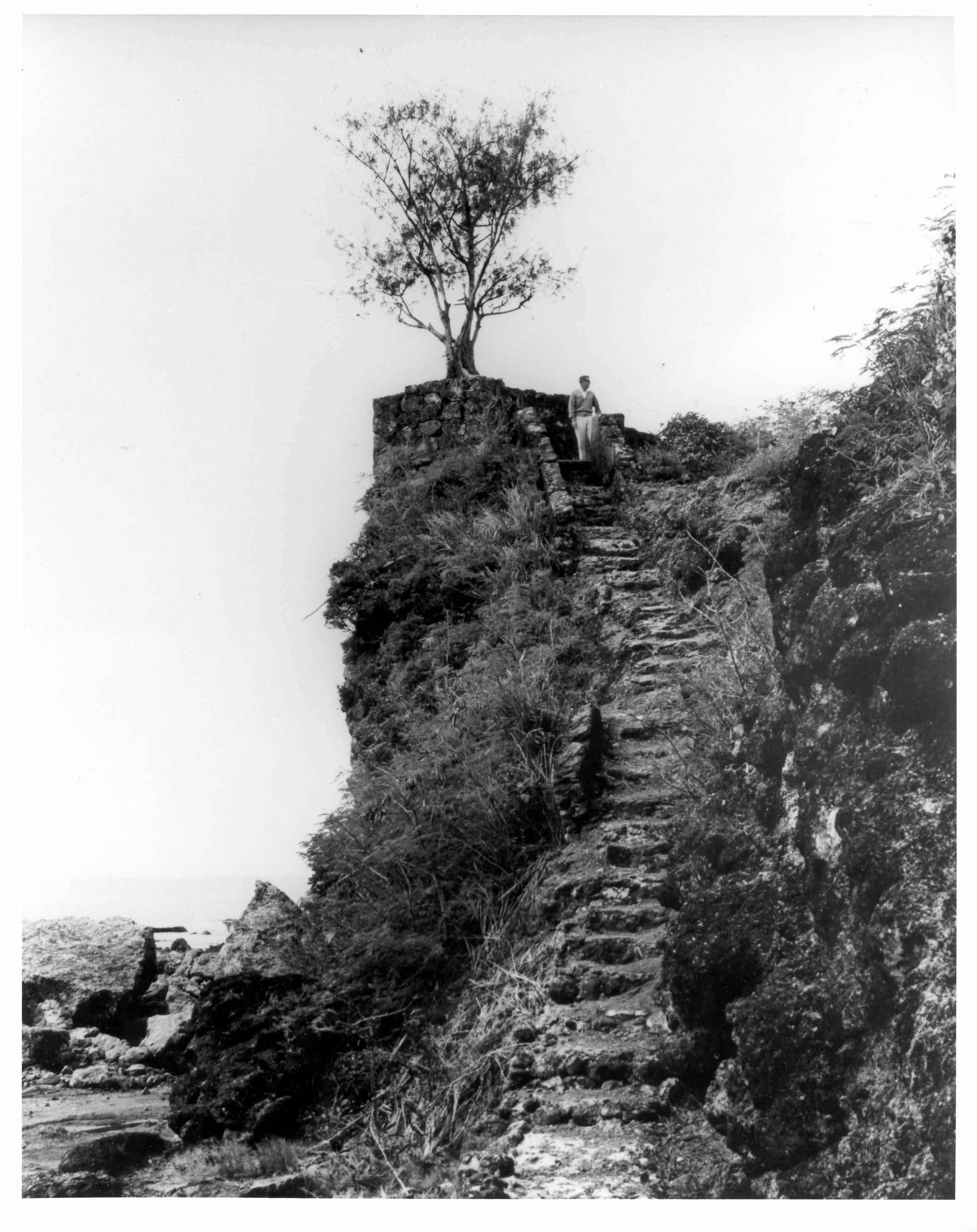
La antigua escalera de piedra que conduce al fuerte

El fuerte del Santo Ángel, a veces mencionado como fuerte de San Ángel, es un fuerte español en ruinas del siglo XVIII, ubicado en el suroeste de la isla de Guam, sobre un promontorio al norte de la bahía de Umatac. Es la estructura más antigua conocida de la era española en la isla.

## Historia
El fuerte del Santo Ángel fue la segunda de cuatro fortificaciones españolas construidas en Umatac, en la costa suroccidental de la isla, durante la era del comercio de galeones (estando Guam en plena ruta comercial novohispana entre Manila y Acapulco). Fue erigido sobre una conspicua formación rocosa de 15 a 24 metros de altura sobre el nivel del agua, en el extremo norte de la entrada a la bahía. Desde esta posición estratégica, se podía controlar y defender el fondeadero y la entrada al puerto de un número cada vez mayor de barcos extranjeros que navegaban por las islas Marianas.
A principios del siglo XVIII, el Reino Unido, los Países Bajos y Francia habían aumentado su presencia en el Pacífico. En marzo de 1710, cuatro buques de guerra bajo el mando del corsario inglés Woodes Rogers anclaron frente a la bahía de Umatac con 200 tripulantes a bordo, bien armados y listos para batallar. El nuevo gobernador de la isla, Juan Antonio Pimentel (1709-1720), era consciente de que sus tropas podían verse abrumadas por tal fuerza, por lo que llegó a un acuerdo que permitía a los corsarios reabastecer sus barcos a cambio de la liberación de prisioneros españoles que llevaban a bordo (acción que no gustó a la Corona, que reclamaba su aparición ante un consejo para responder por la supuesta hospitalidad hacia los enemigos de España).
Este episodio, sin embargo, animó a Pimentel a escribir a las autoridades españolas sobre la importancia de defender Guam como última línea de defensa en el camino a Filipinas. Entre otras cosas, recomendó la construcción de un fuerte en Umatac para reforzar la batería costera ya existente. Para disipar la amenaza, la Corona española lanzó en 1716 una expedición naval que capturó seis buques mercantes franceses, que navegaban sin permiso por la zona. No obstante, la mayor amenaza provenía de los barcos británicos y neerlandeses cargados de tripulaciones bien entrenadas que merodeaban la isla, y que requería la puesta en marcha de planes defensivos, que incluían la construcción y mejoras de las defensas de Guam.
No se sabe con certeza el momento en el que comenzó la construcción del fuerte ni el de su finalización; lo único seguro es que se realizara en algún momento de las siguientes tres décadas. El registro histórico más antiguo existente a día de hoy es el realizado por el comodoro británico George Anson en 1742 a partir de informaciones que recibía mientras estaba fondeado en Tinián, en las Marianas del Norte, en plena guerra del Asiento (por aquel entonces comendaba la flota encargada de atacar las posesiones españolas en América del Sur). Sea como fuere, cuando en 1756 el gobernador de Guam Enrique de Olavide y Michelena (1749-1756 y 1768-1771) ordenó la reconstrucción del fuerte, ya hubo una estructura defensiva en el lugar con el nombre de Santo Ángel. Michelena observó que los cañones del fuerte solo estaban protegidos por las zanjas naturales de la roca, por lo que mandó construir un fuerte más robusto, con capacidad de albergar tres cañones del modelo usado contra barcos en esa época.
Décadas después, en 1802, William Haswell, primer oficial del Lydia —el primer buque estadounidense documentado en arribar a la isla de Guam— escribió en su informe Remarks on a Voyage in 1801 (Comentarios de un viaje de 1801) que el fuerte estaba equipado con 6 cañones y una guarnición de 20 soldados al cargo de un teniente. Su informe es una muestra de que la estructura defensiva aún existía a finales de la era de los galeones españoles. El Lydia alcanzó la isla después de ser contratada en Boston para transportar al nuevo gobernador español de las Marianas, Vicente Blanco, de Manila a Guam, para sustituir al gobernador saliente, Manuel Muro. El barco permaneció casi un mes y medio en la isla, entre el 5 de enero y el 6 de febrero de 1802, estando controlado todo este tiempo por el fuerte.
Si bien, en esta época la fortificación ya mostraba daños visibles en sus cimientos debido a la erosión producida durante los años por el fuerte oleaje en la bahía de Umatac. A principios del siglo XIX, el gobernador Alejandro Parreño (1806-1812) determinó que el fuerte ya no era seguro y lo mandó desmantelar. La estructura restante, despojada de sus cañones, se utilizaba para almacenar la madera que se usaba para las hogueras prendidas en el extremo de la roca como faros durante las noches y tiempos de niebla. La fotografía más antigua del fuerte, de 1876, lo muestra completamente arruinado.

## Estructura
Debido al estado de las ruinas, cubiertas de vegetación casi en su totalidad, se desconocen datos sobre las medidas originales del fuerte y su descripción exacta. Solo se ha conservado una plaza conformada por una explanada de losas de piedra, de 12,2 × 7,3 metros, rodeada por una pared de mampostería de piedra de coral y mortero de 30 cm de altura y 46 cm de espesor. Los restos de una sala de guardia y una segunda plataforma más pequeña se encuentran al oeste. Para subir a lo alto del promontorio, se usa una escalera tallada en la roca, que se ha preservado hasta la actualidad, pero en mal estado. Separando la plaza de la escalera había una extensa entrada de 10 metros de largo, además de otra sala de guardia de unos 4,5 × 3 metros, dando a la bahía.
El fuerte del Santo Ángel fue construido originalmente para albergar tres cañones que en un principio podían causar mucho daño a los barcos atracados en la bahía, pero su muro de baja altura dejaba a los artilleros expuestos al fuego enemigo.